# Laastadt
Laastadt ist eine Ortschaft und eine Katastralgemeinde der Gemeinde Arriach im Bezirk Villach-Land in Kärnten mit 178 Einwohnern (Stand 1. Jänner 2024).

## Geographische Lage
Laastadt liegt rund 1 km nördlich des Gemeindehauptortes Arriach.

## Infrastruktur

### Verkehr
Laastadt wird durch die Straße Laastadt ans Ortszentrum von Arriach angebunden. In der Nähe befindet sich die Haltestelle Arriach/Waldweg.

## Organisationen
Hier gibt es eine Feuerwehr.